# Mastinomorphus napoensis
Mastinomorphus napoensis är en skalbaggsart som beskrevs av Wittmer 1986. Mastinomorphus napoensis ingår i släktet Mastinomorphus och familjen Phengodidae. Inga underarter finns listade i Catalogue of Life.